# Słobódka (Pastusze)
Słobódka, Słobódka za Czarnym Lasem (ukr. Слобідка) – dawniej samodzielna wieś na Ukrainie w rejonie czortkowskim należącym do obwodu tarnopolskiego. Obecnie znajduje się w granicach wsi Pastusze, stanowiąc jej północną część.

## Historia
Słobódka to dawniej samodzielna wieś, która w połowie XIX w. stanowiła odrębną w gminę jednostkową w Bezirk Czortków Królestwa Galicji i Lodomerii (23 mieszkańców w 1854 roku). Następnie zniesiona i określana jako Słobódka za Czarnym Lasem – grupa domów w Czortkowie.
W międzywojniu w II RP. Po II wojnie światowej włączone w struktury ZSRR, gdzie została włączona do wsi Pastusze.